# 恒大足球学校
恒大足球学校，简称恒大足校，是由中國恒大集團建设的足球学校，為华南地区一所全日制中小学学校，是世界上最大規模足球學校。校址位于中国广东省清远市。

## 歷史
学校的文化教育课程由人大附中负责，而职业足球训练则由西班牙皇家马德里基金会和皇马在中国的唯一代理商蹴鞠春秋公司负责。 
从2012年起至2017年学校投入已超20亿元人民币，而学校以占地1880亩（1.25平方公里）的面积获得吉尼斯世界纪录认证的“最大的寄宿制足球学校”称号。学生将分三个阶段招募， 第一学年，共选出1150名小学、初中和高中学生，共有435名教师和教练。
在第一学年（2012-2013）学校雇用超过100名中国教练和15名西班牙教练。这些教练员都是由长期进行选拔和招聘教练的蹴鞠春秋公司来进行选拔的。所有的这些教练已获得皇家马德里基金会的批准，而其中有几名来自西班牙联赛的前足球运动员。
在第二学年（2013-2014），学生人数达到2350人，新增西班牙教练员7人，总数达到22人。
2014年6月10日，恒大皇马足球学校正式筹建西班牙分校。西班牙分校学制为3年，首批学员均由皇马教练所挑选，将于2014年9月进入分校就读。恒大足校每年均派出25名学员赴西班牙分校就读，分校学员总规模为75-80人。学员在校所有费用均由恒大集团承担。值得注意的是由于国际足联规定俱乐部不得与其他机构共同建立足球学校，所以恒大足校西班牙分校与皇马俱乐部并无关系。
2015年1月28日，恒大足校荷兰分校启动。学制与西班牙分校一致，荷兰分校则为与和荷兰前球星克鲁伊夫合作办校。
2016年10月22日恒大足球学校聘请里皮及其团队担任顾问团队，年薪1550万欧元，任期到2019年1月底。
2017年9月1日，恒大足球学校首任校长刘江南宣布离职，从2012年3月到2017年9月履职已有5年多。
由于恒大集团财困，恒大足校和广州足球俱乐部从2022年开始不获投资，多名足校学生被俱乐部注册参加职业联赛。
2022年12月25日，在广东省第十六届运动会男子足球乙A（U15）组决赛假球事件中，恒大足校校长王亚军、副校长张修宇、体育运营中心总监蔡光辉、体育运营中心教练员陈伟华、学训管理中心教练员黎梓菲存在玩忽职守的问题，均被免职并开除。
2023年1月9日，恒大足校宣布聘任中国女足前国门、前女足国少队主教练高红为青训总监。
曾负责恒大足校西班牙项目的刘倩，从2023年5月起担任校长并兼任广州足球俱乐部董事长。她透露，恒大足校和集团已经脱钩，在2022年收入8200万元，在自负盈亏的情况下完成了小有盈余的目标。

## 设施
恒大足球学校的设施设计包括：3,900平方米的小学教学楼、4,400平方米的中学教学楼、8,700平方米的实验楼、1,500平方米的图书馆、3,000平方米的体育场、1,800平方米的礼堂。6,000平方米世界最大的足球训练场，球场内的足球训练相关的设施也是世界顶级标准。此外，学校还设有21,000平方米学生宿舍、16,000平方米的教师和教练宿舍、5,000平方米的食堂和超市，以及3,000平方米的娱乐中心。第一期22个足球场興建於2012年，次年又有20个球场完工。